# 부성여객

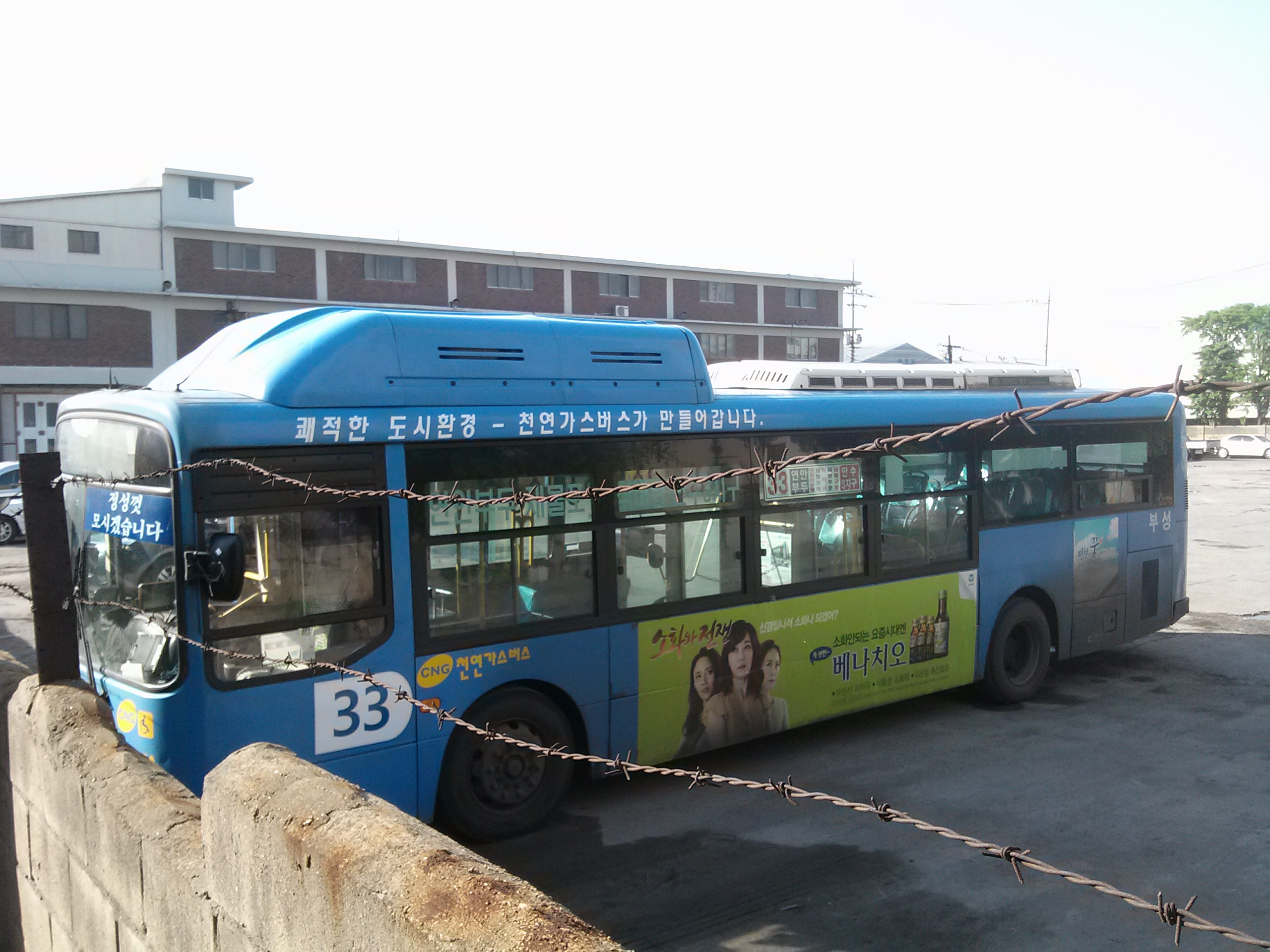
부성여객 소속 33번 버스의 실제 차량. 해당 차량은 저상형 뉴슈퍼 에어로시티 차종으로 추정되며 광고 행선판에는 동아제약 베나치오 광고가 부착되어 있다.

부성여객(富盛旅客)은 인천광역시의 시내버스 회사이며, 차고지 및 사무실은 인천광역시 남동구 수현로 9에 위치해 있다. 인천광역시버스준공영제협력협회 소속 업체이다.

## 주요 연혁
- 1972년   1월 24일: 회사 설립
- 1978년  12월 28일: 현 위치인 경기도 인천시 북구 가좌동(현 인천광역시 서구 가좌동)으로 이전.
- 1991년: 인천시 좌석버스를 개통하였으며, 공동배차로 운행하였다.
- 1992년  7월: 계양구 25번 마을버스 효성동-동서식품-대우자동차(현 한국GM)-부평역노선을 낙찰받아 운행하였다.
- 1995년: 계양구 25번 마을버스를 효성운수에 매각하였다.
- 1998년  10월 19일: 보유했던 좌석버스를 강인여객에 매각하였다. 매각 과정상 강인여객 시내버스 일부 차종을 인수하였지만 부성여객이 보유한 모든 차량이 현대자동차 원메이크 업체였기 때문에, 강인여객으로부터 받은 대우 시내버스 차량을 제물포버스로 넘기는 대신 제물포버스의 일부 차량을 부성여객에 다시 넘겼다.
- 1999년  9월: 경인여객의 폐업으로 인해 경인여객이 보유했던 버스 6대를 받았으나, 부성여객이 보유했던 전 차량이 현대자동차 버스였기에, 당시 제물포버스의 보유했던 현대자동차 버스 6대를 부성여객에 주었고, 부성여객이 가져갈 경인여객 버스 6대를 제물포버스가 가져갔다.
- 2000년  3월 26일: 인천시내버스 1차 고정배차제시행으로 28번, 33번, 36번, 64번 시내버스를 배정받아 운행하였다.
- 2003년  4월 23일: 28번 시내버스 당시 "연안부두-인천역-만석동-남구청-인천고등학교-주안북부역-가좌동-서구청" 노선을 세원교통에 매각하였다.
- 2003년  9월: 64번 시내버스 당시 "연안부두-옥련지구-송도역-인천여자고등학교-선학역-인천터미널-간석5거리" 노선을 도영운수에 매각하였으나 2004년 폐선되었다.
- 2007년: 33번과 36번 시내버스에 노약자 장애인의 대중교통 편의를 위해 저상버스를 도입하여 운행하였다.
- 2015년  10월 12일 ~ 2016년  2월 21일: 파행운행으로 면허가 취소된 인천여객의 4번 시내버스를 공동배차 운행하였다.
- 2016년  7월 30일: 인천시내버스 노선 개편으로 33번 시내버스가 서창지구로 연장이 결정되었다.
- 2019년  10월 7일: 본점을 인천광역시 서구 가좌로95번길에서 남동구 수현로로 이전하였다.
- 2020년  3월 14일: 36번 시내버스의 종점을 숭덕여자고등학교에서 인천대공원(수현마을)으로 종점을 변경하였다.
- 2020년  6월 19일: 790번 시외좌석버스 한정면허 종료와 더불어 노선이 대폭변경되어 노선이 준공영에 편입되어 2020년 8월 1일 운행.
- 2020년  8월 1일: 신강교통의 790번 시외좌석버스 노선의 한정면허 종료선언에 따라 790번이 준공영제노선으로 편입되어 노선일부 변경 후 재개통하여 운행.
- 2020년  10월 27일: 시내버스 노선개편에 따라 33번, 790번 노선변경과 790번 부노선이 신설개통하여 2020년 12월 31일 운행예정이다.
- 2020년  12월 31일: 인천시내버스 노선대개편으로 인해 33번 노선이 항동7가 버스차고지에서 인하대병원으로 종점변경과 인천대공원(장수동 버스차고지)으로 기점 변경과 노선이 대폭변경되었고, 790번 좌석버스의 노선변경, 부노선인 790A노선[1]과 790B노선[2]을 신설개통한다.
- 2025년  1월  1일: 인천시내버스의 현금없는 시내버스 전면시행으로 36번 시내버스노선을 포함한 보유노선 전 노선 현금없는버스를 시행한다

## 운행 노선

### 간선버스
| 운행노선 | 운행구간        | 운행구간 | 운행구간           | 경유지 | 배차간격 (분) | 인가 대수 | 비고 |
| -------- | --------------- | -------- | ------------------ | --- | ------------- | --------- | ---- |
| 33번     | 장수동 부성여객 | ↔        | 인하대병원         | 숭덕여중(숭덕여고),만수종합시장, 만수역, 남동초교,서창e편한세상,남촌농산물시장,남촌풍림A,구월아시아드6단지, 길병원, 인천광역시청, 시민공원역, 제물포역,숭의로터리 | 8 - 12        | 23        |      |
| 36번     | 장수동 부성여객 | ↔        | 항동7가버스차고지. | 만수주공, 만수역, 모래내시장, 롯데백화점(인천터미널), 신기시장, 독정이, 인하대병원, 어시장, 연안부두                                                              | 4 - 7         | 37        |      |

### 시외좌석버스
| 운행노선 | 운행구간   | 운행구간 | 운행구간 | 경유지 | 배차간격 (분) | 인가 대수 | 비고                                         |
| -------- | ---------- | -------- | -------- | --- | ------------- | --------- | -------------------------------------------- |
| 790번    | 인천대공원 | ↔        | 영흥도   | 만수동, 모래내시장역, 인천시청후문, 롯데백화점(인천터미널), 선수촌사거리, 남동체육관, 소래포구입구, 월곶, 오이도역, 시화지구, 시화방조제, 방아머리, 대부도, 선재도 | 40 - 50       | 4         | 신강교통에서 한정면허 종료로 준공영 편입노선 |
| 790A번   | 인천대공원 | ↔        | 영흥도   | 인천광역시청 - 인천터미널(롯데백화점) - 방죽사거리 - 소래포구 - 오이도역 - 북동삼거리 - 대부중학교(대부고등학교) - 선재대교 입구 - 선재도                          | 1회운행       | 1         | [ 4 ]                                        |
| 790B번   | 인천대공원 | ↔        | 영흥도   | 인천광역시청 - 옹진군청 - 제3경인고속화도로 - 오이도역 - 대부도서관                                                                                                | 1회운행       | 1         | [ 5 ]                                        |

## 과거 운행 노선

### 간선버스
- ● 28번: 연안부두 - 전통게장길조 앞 - 인천국제여객터미널 - 연안여객터미널 - 라이프쇼핑 앞 - 연안초등학교 - 대양자동차운전전문학원 - 남항부두 - 연안아파트 - 항운아파트 - 신선초등학교 - 조달청 비축기지 - 인하대학교 부속병원 - 구)터미널(대우아파트) - 강원연탄 - 신흥시장 - 중구노인복지회관 - 신흥초등학교(송도중학교) - 신포동주민센터 - 동인천 등기소 - 중구청 - 인천역(차이나타운) - 송월시장 - 동일방직 - 만석동주민센터(동구선거관리위원회) - 영풍아파트 - 회도진공원 - 화도고개 - 화평철교 - 동인천역 - 배다리청과물시장 - 인천정보산업고등학교 - 도원동주민센터 - 도원역(인천세무서) - 숭의목공예마을 - 미추홀구청 - 숭의초등학교 - 용현시장 - 독정이고개 - 용일초등학교 - 용남시장 - 석락아파트 - 새안의원 - 신기4거리(국민건강보험 인천남부지사) - 주안남초등학교 - 인천고등학교 체육관(승기4거리) - 인천고등학교 - 석바위시장 - 더월드스테이트아파트 - 광명아파트 - KB국민은행 주안북지점 - 주안역 북부 - 공단시장 - 6공단 입구 - 롯데기공 - 한국폴리텍2대학 남인천캠퍼스 - LS산전 - 한미반도체 - 공단본부 - 공단자동차 - 코스모스화학 - 가재울4거리 - 가좌교회 - 가좌4동 주민센터 - 가좌초등학교 - 가좌주공아파트 - 한신휴아파트 - 범양아파트 - 범양상가 - 미주탕 - 석남중학교 - 쌍마아파트 - 거북시장 - 대은교회 - 석남고가4거리 - 성민병원 - 강남시장 - 신현동 주민센터 - 신현쇼핑 - 이편안한,하늘채아파트 - 가정5거리 - 현광아파트 - 서인천농협 - 인재개발원 - 심곡초등학교 - 대동아파트 - 광명아파트 - 공촌마을 - 연희4거리(반환시: 중앙아파트 - 서인천세무서 - 태영아파트 - 서구보건소 - KT서인천지사 - 심곡극동아파트 - kepco 서인천변전소 - 가정5거리 "이후동일") <2000년 3월 26일 ~ 2003년 4월말까지 운행 후 세원교통에 매각.>

- ● 64번: 연안부두 - 전통게장길조 앞 - 인천국제여객터미널 - 풍물시장 - 라이프아파트 - 연안부두 어시장 - 라이프쇼핑 - 인천종합수산물센터 - 수협 - 정기무역 - 남항부두 - 연안아파트 - 항운아파트 - 신선초등학교 - 조달청 비축기지 - 인하대학교 부속병원 - 현대아이파크 아파트 - 한양2차 아파트 - 정비단지 - ITV경인방송 - 송도채석장 - 인천해양과학고등학교 - GS자이 아파트 - 원흥아파트 - 백산아파트 - 우성2차 아파트 - 축현초등학교 - 호불사 입구 - 송도재래시장 - 송도역 - 송도영남아파트 - 청학아파트 - KEPCO남인천지사 - 효정아파트 - 동남아파트 - - 연수우체국 - 가천대학교 - 인천여자고등학교 - 선학4거리(연수병원) - 선학역 - 문학경기장 - 신세계백화점(인천터미널) - 이토타워 - 인천지방경찰청 - 중앙공원 - 인천광역시청(인천광역시 교육청) - 주원고개 - 동암역 남광장입구 - 간석오거리역(반환시: 간석5거리 - 경복예식장 "이후동일") <2000년 3월 26일 ~ 2003년 9월까지 운행후 도영운수에 매각.> 2004년 폐선.

## 보유 차량
- 현대 뉴 슈퍼 에어로시티
- 현대 저상 뉴 슈퍼 에어로시티
- 현대 블루시티
- 현대 뉴 프리미엄 유니버스 럭셔리